# ويليام رو بولك
ويليام رو بولك (بالإنجليزية: William R. Polk) هو مؤلف وأستاذ جامعي وكاتب ومؤرخ أمريكي، ولد في 7 مارس 1929 في فورت وورث في الولايات المتحدة.